# Chocques
Chocques é uma comuna francesa na região administrativa de Altos da França, no departamento de Pas-de-Calais. Estende-se por uma área de 7,95 km². Em 2010 a comuna tinha 2 868 habitantes (densidade: 360,8 hab./km²).